# Unité Félin
Pour les articles homonymes, voir Félin.
Unité Félin est une série de bande dessinée française, dessinée par Gilles Laplagne sur un scénario de Frédéric Zumbiehl.
C'est une série d'action qui raconte les récits d'aventures militaires d'un commando ultra-spécialisé dépendant uniquement du ministre de la défense français et agissant de manière clandestine. Les membres de cette équipe, aux profils très marqués militairement mais aux origines très diverses sont tous issus des troupes d'élite de l'armée française.
Cette bande dessinée, mettant en œuvre des soldats équipés du système d'arme Félin a été conçue et réalisée en partenariat avec l'armée de Terre et Sagem.

## Synopsis
L'Unité Félin est un commando d'opération clandestines, composé de 9 membres, qui ne dépend que du ministre de la défense français pour son emploi. Il agit en marge des règles du droit et fait office de « bras armé » de l'État français pour ses opérations clandestines.
Le haut niveau de compétence de ses membres, leur pluridisciplinarité ainsi que les appuis technologiques dont ils bénéficient leur donnent souvent l'avantage au combat.

## Personnages

### Principaux
```
* 
Commandant
 
Max Navaronne
 : chef de l'unité, c'est un spécialiste du 
renseignement
 qui a servi au 
13
e
 RDP
 et à la 
DGSE
 avant de rejoindre l'
ONU
 et le 
DPKO
 ;
```

- Capitaine Chango Konan : adjoint du chef d'unité, cet officier noir est un spécialiste du renseignement de la DGSE ;
- Sergent-chef Attila Khan : sous-officier turc issu du 2e REP, il est le spécialiste des armes lourdes  et de l'appui sol ;
- Sergent Franck Néro : tireur d'élite provenant du 1er RPIMa ;
- Adjudant Lino « Vulcain » Tonacci : sous-officier corse du 2e REI, c'est un expert en explosifs peu loquace mais hautement efficace ;
- Nadia El-Jalila : ancien membre du GSPR et du GIGN, cette jeune femme d'origine maghrébine maîtrise toutes les techniques du combat rapproché ;
- Sergent Yann « Hack » Jason : sous-officier de la DRM, il est spécialisé dans tous les domaines de l'électronique et de l'informatique ;
- Lieutenant Jana Moon : officier d'origine asiatique, elle est pilote d'hélicoptère (spécialisée sur le Tigre) et d'avion (Voltige aérienne) ;
- Boris Rosoff : déserteur de l'armée russe à cause de son désaccord quant à la guerre de Tchétchénie, il a été recruté pour sa grande maîtrise de l'appui-feu air-sol, et travaille en tandem avec le Lt Jana Moon lorsqu'ils aident l'équipe avec le Tigre. Il partage sa maison avec le sergent Yann « Hack » Jason.

## Albums
1. Opération Minotaure, 2009  (ISBN 978-2-9527871-4-7)
2. En territoire ennemi, 2010  (ISBN 978-2-361-18009-6)
3. Ultimatum nucléaire, 2012  (ISBN 978-2-361-18038-6)
4. Piège en Mer rouge, 2012  (ISBN 978-2-361-18063-8)
5. Bombes humaines, 2014  (ISBN 978-2-36118-134-5)
6. Assault final, 2015  (ISBN 978-2-36118-171-0)